# 塞巴斯蒂安·斯托爾茲
塞巴斯蒂安·斯托爾茲（德語：Sebastian Stolze；1995年1月29日—）是一位德國足球運動員。在場上的位置是前鋒。現效力於德乙球隊漢諾威。他曾代表德國各級國青隊參賽。